# Holacourt
Holacourt (Duits: Ollhofen) is een gemeente in het Franse departement Moselle (regio Grand Est) en telt 66 inwoners (2009). De plaats maakt deel uit van het arrondissement Forbach-Boulay-Moselle.

## Geografie
De oppervlakte van Holacourt bedraagt 2,9 km², de bevolkingsdichtheid is dus 22,8 inwoners per km².
De onderstaande kaart toont de ligging van Holacourt met de belangrijkste infrastructuur en aangrenzende gemeenten.

## Demografie
Onderstaande figuur toont het verloop van het inwonertal (bron: INSEE-tellingen).